# Signoria
Signoria (od talijanske riječi signore - gospodin) je nadležno tijelo vlasti (vlada) koje se razvilo u 13. stoljeću u sjevernoj i srednjoj Italiji u gradovima - državama (komunama), na kraju feudalnog razdoblja.

## Povijesna podloga nastanka signorija
U ranom srednjem vijeku su organi vlasti u talijanskim gradovima - komunama, bili na neki način nastavak rimskih organa vlasti - kolektivni organi - vijeća, formirana na republikanskim osnovama. U njima su bili zastupljeni feudalci, trgovci i bogati obrtnici, koji su vladali zajednički (latinski: in commune).
Vremenom su se trgovci i obrtnici uzdigli na račun svoje sve veće gospodarske moći, dok su feudalci gubili na ugledu. Pojedini njihovi predstavnici posebno su se isticali u nekoj od aktivnosti važnih za život grada (obrana, gospodarstvo) oni su postajali - signori. Njih su u upravu grada birali njihovi cehovi ili bratovštine ili upravni dijelovi komune.
Dok je snaga feudalaca počivala na njihovim kmetovima, koji nisu imali slobode izbora, signori su potporu i snagu crpili iz potpore slobodnih ljudi, koji su se okupljali oko njih zbog svojih probitaka. Tako je vremenom došlo do prirodnog odabira signora, jer su opstali samo oni koji su imali kakvu-takvu građansku potporu zbog svoje pravičnosti i sposobnosti.
Normalno to je idealizirani pogled na nastanak signorije. U zbilj su talijanskog srednjeg vijeka često nastajale kao rezultat krvavih borba, brojnih spletaka i mračnih ubojstava.

## Nastanak signorija
Sinjorije su nastajale na vrlo različite načine, ovisno od političkih i gospodarskih okolnosti u pojedinoj sredini, od kraja 13. stoljeća,kad su se bivše komune počele pretvarati u signorije.
U pojedinim sredinama se podesta komune ili kondotjer ili kapetan lokalnih snaga iz godine u godinu toliko dokazao, da bi ga na kraju proglasili doživotnim članom signorije.
Ponekad su pobjede u presudnim bitkama bile dovoljan razlog da se zapovjednika takve akcije proglasi za doživotnog člana signorije.
U pojedinim slučajima gdje se način rada uprave nije uopće mijenjao, jedan od članova signorije bi se toliko uzdigao svojom snagom i ugledom nad ostalim članovima da su se na kraju svi ostali članovi jednostavno pokoravali njegovim odlukama, pa su ga na kraju izabrali za doživotnog člana signorije.
U današnje vrijeme bi se za to reklo "demokratično izabrani doživotni predsjednik", a u onim vremenima je to značilo kralj u malom.
U teškim kriznim vremenima (napad vanjskog neprijatellja, teško ekonomsko stanje), pojedine talijanske komune odnosno njihove signorije, morale su odlučivati o sudbonosnoj odluci, "prodati se ili predati se". U prvom slučaju, dali bi svoju suverenost u zamjenu za određenu svotu novaca i kasnije slušali svog kupca. U drugom slučaju se je komuna radije stavila pod okrilje kakvog moćnog signora ili kakvog feudalnog gospodara, carskog predstavnika, kralja ili pape, koji je nadalje morao riješiti sve njezine probleme i uključiti je u svoj posjed. 
Tako je postupio toskanski grad Pisa ponudivši svoju signoriju francuskom kralju Karlu VIII. u nadi da će im on zaštiti nezavisnost od dugoročnih neprijatelja - Firence, slično je postupila i Siena ponudivši svoju signoriju Cesaru Borgi.

## Kraj signorija
Nakon što su postali vlade svojih komuna, prve signorije - počele su institucionalizirati svoju vladavinu - izradom statuta (ustava), svojih komuna, u kojima su podijelili uloge i prava kolektivnog vladanja. Ta pravila su obično kreirana po željama najmoćnih članova signorije, koji su na taj način osigurali svoju nazočnost u signoriji i svojim potomcima. Tako su nastale dinastije signora kao što su to bili Mediciji u Firenci.
Pri kraju 14. stoljeća, neke obiteljske dinastije uspjele su dobiti carska ili papinska imenovanja kojima su proglašeni nasljednim vojvodama ili knezovima. Tako da su tijekom 15. stoljeća gotovo sve signorije postupno pretvorene u principate i to je bio njihov kraj.

## Vanjske poveznice
- Signoria, na portalu treccani.it (tal.)